# Raul Pompeia
Raul Pompéia d'Ávila (Angra dos Reis, 12 avril 1863 - Rio de Janeiro, 25 décembre 1895) était un romancier, nouvelliste, traducteur et chroniqueur brésilien. Il est célèbre pour son roman impressionniste O Ateneu. Il a été membre de l'Académie brésilienne des lettres.

## Œuvres
- 1880 -  Uma Tragédia no Amazonas
- 1880 -  A Queda do Governo
- 1880 - Um Reo perante o futuro – Grinalda depositada sobre o esquife do Ministério de 5 de janeiro por um moço do povo
- 1882 -  As Joias da Coroa
- 1883 - Canções sem Metro
- 1888 -  O Ateneu
- 1888 - Alma morta (Esboço de romance)
- 1893 - Carta ao autor das «Festas Nacionais»
- 1895 - Agonia morta (Romance não concluído)